# С ума сойти! Путеводитель по психическим расстройствам для жителя большого города
«С ума сойти! Путеводитель по психическим расстройствам для жителя большого города» — книга о психических расстройствах, написанная Дарьей Варламовой и Антоном Зайниевым, в которой они освещают тему психиатрии, лекарственных препаратов и диагностики расстройств. Книга опубликована издательством «Альпина Паблишер», переиздавалась трижды. Её авторы стали лауреатами премии научно-популярной литературы «Просветитель» в категории «Естественные науки» в 2017 году.

## Об авторах
Антон Зайниев — выпускник факультета менеджмента Высшей школы экономики. Дарья Варламова — журналист, окончила медиафакультет Высшей школы экономики.
По признаниям авторов книги, им обоим в своей жизни пришлось пережить клиническую депрессию. Вначале с этим столкнулась Дарья, хотя люди в её окружении говорили, что это хандра и она обязательно пройдёт, нужно просто взбодриться. Затем с этим столкнулся Антон. Когда авторы стали изучать данную тему, они поняли, что в Интернете очень мало нужной и полезной информации; посетив врачей, они осознали, что отечественные методики лечения отличаются от западных. Собранной информации было так много, что в итоге было решено написать книгу. Своей работой они хотели восполнить нехватку информации о психический расстройствах, ведь это может быть необходимо многим людям.
Дарья Варламова объясняла присутствие слова «город» в названии книги частично маркетинговым ходом, потому что люди, живущие в больших городах, чаще сталкиваются с психологическими проблемами, уровень конкуренции и стресса там значительно выше.
Книга стала финалистом премии «Просветитель» в 2017 году. По словам жюри, авторов книги наградили потому, что книга работает против стигматизации людей, у которых есть психологические особенности.

## Содержание
Авторы книги в простой форме рассказывают читателям о психических расстройствах: тревожном, биполярном, шизофрении, депрессии. 
В книге подчёркивается, что прежде, чем человеку начать рассуждать о чьей-то ненормальности, нужно понять, что из себя представляет психиатрическая норма. Данные ВОЗ свидетельствуют о том, что хотя бы 27 % людей раз в жизни страдали от психического расстройства. Например, Платон называл любовь серьёзным психическим заболеванием, а современные учёные считают, что такое определение больше относится к несчастной влюблённости, когда человек теряет возможность нормально концентрироваться и рационально рассуждать. Учёные Пизанского университета пришли к выводу, что, когда у человека сильная влюблённость, в его мозгу активизируются те же отделы, что и при ОКР.

## Критика
Главный редактор научно-популярного журнала «Кот Шрёдингера» Григорий Тарасевич заявил, что таких книг — одновременно и современных, и популярных, и научных, и остроумных — о психиатрии давно не было.